# Ophiacantha aenigmatica
Ophiacantha aenigmatica är en ormstjärneart som beskrevs av Matsumoto 1917. Ophiacantha aenigmatica ingår i släktet Ophiacantha och familjen knotterormstjärnor. Inga underarter finns listade i Catalogue of Life.